# Fitina Omborenga
Fitina Omborenga (ur. 20 maja 1996 w Kigali) – rwandyjski piłkarz grający na pozycji prawego obrońcy. Od 2019 gra w klubie APR FC.

## Kariera klubowa
Swoją karierę piłkarską Omborenga rozpoczął w klubie SC Kiyovu Sport. W sezonie 2012/2013 zadebiutował w nim w pierwszej lidze rwandyjskiej. W 2016 roku przeszedł do słowackiego trzecioligowego klubu MFK Topvar Topoľčany. Grał w nim przez rok. W 2017 przeszedł do APR FC. W sezonie 2017/2018 został z nim mistrzem, a w sezonie 2018/2019 wicemistrzem Rwandy. Wiosną 2019 był zawodnikiem Liteksu Łowecz. Latem 2019 wrócił do APR FC. W sezonach 2019/2020, 2020/2021 i 2021/2022 wywalczył z nim trzy wicemistrzostwa kraju.

## Kariera reprezentacyjna
W reprezentacji Rwandy Omborenga zadebiutował 16 listopada 2013 roku w zremisowanym 0:0 towarzyskim meczu z Ugandą, rozegranym w Kampali.